# Vever
Vever (Servisch cyrillisch Вевер) is een plaats in de Servische gemeente Novi Pazar. De plaats telt 18 inwoners (2002).